# 스태그네이션
경기침체(economic stagnation)는 흔히 스태그네이션으로 불린다. 스태그네이션은 보통 장기간의 저조한 경제성장(일반적으로 GDP의 증가를 측정)을 뜻하는 것이다. 스태그네이션은 1년동안의 경제성장률이 2~3% 이하로 떨어졌을 때 나타내는 말로, 두드러진 저조함은 거시 경제의 전문가들이 잠재 성장을 견적낼수 있게 해준다. 이것과 인플레이션이 만나면 스태그플레이션이 된다.

## 같이 보기
- 경기순환
- 역성장
- 경기후퇴